# Diócesis de Shrewsbury
La diócesis de Shrewsbury (en latín: Dioecesis Salopiensis y en inglés: Roman Catholic Diocese of Shrewsbury) es una circunscripción eclesiástica de la Iglesia católica en el Reino Unido. Se trata de una diócesis latina, sufragánea de la arquidiócesis de Birmingham. Desde el 1 de octubre de 2010 su obispo es Mark Davies.

## Territorio y organización
La diócesis tiene 6136 km² y extiende su jurisdicción sobre los fieles católicos de rito latino residentes en parte de Inglaterra en el condado de Shropshire, la mayor parte del condado de Cheshire, así como partes de los condados de Gran Mánchester, Merseyside y Derbyshire.
La sede de la diócesis se encuentra en la ciudad de Shrewsbury, en donde se halla la Catedral de Nuestra Señora Auxiliadora y San Pedro de Alcántara.
En 2022 en la diócesis existían 89 parroquias agrupadas desde el 1 de octubre de 2007 en 7 áreas pastorales (cada una a cargo de un deán): Region A – Shropshire and Wrekin Catholic Region, Region B – Central Cheshire, Region C – North Cheshire, Region D – South Trafford and Wythenshawe, Region E – Stockport and Tameside y Region F – Wirral.

## Historia
La diócesis fue erigida el 29 de septiembre de 1850 mediante el breve Universalis Ecclesiae del papa Pío IX, tomando el territorio del vicariato apostólico del Distrito de Gales (hoy arquidiócesis de Cardiff-Menevia), del vicariato apostólico del Distrito Central (hoy arquidiócesis de Birmingham) y del vicariato apostólico del Distrito de Lancashire (hoy arquidiócesis de Liverpool). Originalmente era sufragánea de la arquidiócesis de Westminster.
En 1853 comenzaron las obras de construcción de la catedral diocesana, inaugurada en 1856 por el cardenal Nicholas Wiseman, metropolitano de Westminster. La construcción de la catedral, originalmente planeada para ser mucho más grande y con una aguja alta, pero que no se construyó debido a problemas estructurales y de terreno, se llevó a cabo gracias a la generosa intervención del decimoséptimo conde de Shrewsbury. La fundación misma de la diócesis en una ciudad relativamente pequeña se debió al importante papel del decimosexto conde de Shrewsbury.
En 1895 cedió una parte de su territorio para la erección del vicariato apostólico de Gales (luego diócesis de Menevia) mediante el breve De animarum salute del papa León XIII.
El 28 de octubre de 1911 pasó a formar parte de la provincia eclesiástica de la arquidiócesis de Birmingham.

## Estadísticas
Según el Anuario Pontificio 2023 la diócesis tenía a fines de 2022 un total de 187 000 fieles bautizados.
| Año                                                                             | Población            | Población | Población      | Sacerdotes | Sacerdotes    | Sacerdotes    | Bautizados por sacerdote | Diáconos permanentes | Religiosos | Religiosos | Parroquias |
| Año                                                                             | Bautizados católicos | Total     | % de católicos | Total      | Clero secular | Clero regular | Bautizados por sacerdote | Diáconos permanentes | Varones    | Mujeres    | Parroquias |
| ------------------------------------------------------------------------------- | -------------------- | --------- | -------------- | ---------- | ------------- | ------------- | ------------------------ | -------------------- | ---------- | ---------- | ---------- |
| 1950                                                                            | 102 250              | 1 331 706 | 7.7            | 209        | 140           | 69            | 489                      |                      | 190        | 100        | 76         |
| 1969                                                                            | 193 231              | 1 800 000 | 10.7           | 245        | 164           | 81            | 788                      |                      | 106        | 395        | 105        |
| 1980                                                                            | 202 300              | 2 000     | 10.1           | 246        | 182           | 64            | 822                      |                      | 102        | 292        | 116        |
| 1990                                                                            | 199 000              | 1 840 000 | 10.8           | 208        | 166           | 42            | 956                      | 2                    | 62         | 263        | 121        |
| 1999                                                                            | 190 614              | 1 832 900 | 10.4           | 175        | 145           | 30            | 1089                     | 6                    | 51         | 213        | 117        |
| 2000                                                                            | 196 338              | 1 832 900 | 10.7           | 188        | 155           | 33            | 1044                     | 17                   | 54         | 206        | 117        |
| 2001                                                                            | 196 338              | 1 832 900 | 10.7           | 180        | 145           | 35            | 1090                     | 22                   | 54         | 201        | 116        |
| 2002                                                                            | 193 400              | 1 832 900 | 10.6           | 180        | 147           | 33            | 1074                     | 26                   | 49         | 204        | 116        |
| 2003                                                                            | 194 710              | 1 836 000 | 10.6           | 178        | 144           | 34            | 1093                     | 30                   | 48         | 183        | 110        |
| 2004                                                                            | 234 617              | 1 838 000 | 12.8           | 174        | 141           | 33            | 1348                     | 31                   | 54         | 183        | 110        |
| 2010                                                                            | 198 000              | 1 850 000 | 10.7           | 154        | 129           | 25            | 1285                     | 48                   | 38         | 142        | 109        |
| 2014                                                                            | 203 800              | 1 903 000 | 10.7           | 143        | 117           | 26            | 1425                     | 51                   | 38         | 119        | 93         |
| 2017                                                                            | 189 827              | 1 923 400 | 9.9            | 144        | 112           | 32            | 1318                     | 53                   | 42         | 88         | 92         |
| 2020                                                                            | 178 870              | 1 844 400 | 9.7            | 146        | 111           | 35            | 1225                     | 54                   | 41         | 88         | 91         |
| 2022                                                                            | 187 000              | 1 931 000 | 9.7            | 148        | 111           | 37            | 1263                     | 52                   | 43         | 87         | 89         |
| Fuente: Catholic-Hierarchy, que a su vez toma los datos del Anuario Pontificio. |                      |           |                |            |               |               |                          |                      |            |            |            |

## Episcopologio

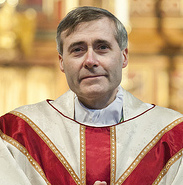
Mark Davies, obispo de Shrewsbury desde 2010

- James Brown † (27 de junio de 1851-14 de octubre de 1881 falleció)
- Edmund Knight † (25 de abril de 1882-11 de mayo de 1895 renunció[nota 1])
- John Carroll † (11 de mayo de 1895 por sucesión-14 de enero de 1897 falleció)
- Samuel Webster Allen † (19 de abril de 1897-13 de mayo de 1908 falleció)
- Hugh Singleton † (1 de agosto de 1908-17 de diciembre de 1934 falleció)
- Ambrose James Moriarty † (17 de diciembre de 1934 por sucesión-3 de junio de 1949 falleció)
- John Aloysius Murphy † (3 de junio de 1949 por sucesión-22 de agosto de 1961 nombrado obispo de Cardiff)
- William Eric Grasar † (26 de abril de 1962-20 de marzo de 1980 renunció)
- Joseph Gray † (19 de agosto de 1980-23 de junio de 1995 retirado)
- Brian Michael Noble † (23 de junio de 1995-1 de octubre de 2010 renunció)
- Mark Davies, por sucesión el 1 de octubre de 2010